# Grand Prix de Tennis de Toulouse 1999 - Qualificazioni doppio
Le qualificazioni del doppio  del Grand Prix de Tennis de Toulouse 1999 sono state un torneo di tennis preliminare per accedere alla fase finale della manifestazione. I vincitori dell'ultimo turno sono entrati di diritto nel tabellone principale. In caso di ritiro di uno o più giocatori aventi diritto a questi sono subentrati i lucky loser, ossia i giocatori che hanno perso nell'ultimo turno ma che avevano una classifica più alta rispetto agli altri partecipanti che avevano comunque perso nel turno finale.
Le qualificazioni del doppio del torneo Grand Prix de Tennis de Toulouse 1999 prevedevano 4 coppie partecipanti di cui una è entrata nel tabellone principale.

## Teste di serie
1. Roger Federer /  Marc Rosset (ultimo turno)

1. George Bastl /  Petr Luxa (Qualificati)

## Qualificati
1. George Bastl  /   Petr Luxa

## Tabellone

### Legenda
| - Q = Qualificato - WC = Wild card - LL = Lucky loser | - ALT = Alternate - SE = Special Exempt - PR = Protected Ranking | - w/o = Walkover - r = Ritirato - d = Squalificato |

|  | Primo turno | Primo turno                   | Primo turno                 | Primo turno | Primo turno |  |  | Ultimo turno | Ultimo turno              | Ultimo turno              | Ultimo turno | Ultimo turno |  |
|  |             |                               |                             |             |             |  |  |              |                           |                           |              |              |  |
|  | 1           | Roger Federer Marc Rosset     | Roger Federer Marc Rosset   | 6           | 6           |  |  |              |                           |                           |              |              |  |
|  |             | Martín García Marcello Wowk   | Martín García Marcello Wowk | 4           | 4           |  |  | 1            | Roger Federer Marc Rosset | Roger Federer Marc Rosset | 4            | 2            |  |
|  | 2           | George Bastl Petr Luxa        | 6                           | 4           | 6           |  |  | 2            | George Bastl Petr Luxa    | George Bastl Petr Luxa    | 6            | 6            |  |
|  |             | Ramón Delgado John van Lottum | 4                           | 6           | 3           |  |  |              |                           |                           |              |              |  |